# Karel van Osch
Karel van Osch (1 juni 1938) was directievoorzitter van Olivetti Systems Network en een Nederlandse cricketinternational.

## Cricketer
Van Osch heeft als cricketinternational driemaal Nederland in het buitenland vertegenwoordigd in de periode 1972-1976. Hij is lid van de Amsterdamsche Cricket Club (ACC). Daar staat hij op de lijst van "Bowling Top-10 aller tijden". In de periode van 1968-1986 heeft hij 325 wickets met een gemiddelde van 14,70 staan. Hij won onder meer de clubprijzen Tijger-prijs (1969, 1974) en de Piet Sanders Trofee (1977).